# Ардизия
Ардизия, или Ардисия (лат. Ardisia) — род деревянистых тропических растений подсемейства Мирсиновые (Myrsinoideae) семейства Первоцветные (Primulaceae). Представители рода распространены в Азии, Америке, Австралии и на островах Тихого океана, в основном в тропической зоне. В мире насчитывается от 400 до 500 видов.

## Описание
Стебель достигает в высоту 1 м. Листья очередные, продолговато-ланцетные, волнистые по краю. Цветки душистые, красные или розовые, в верхушечных или пазушных щитковидных или метельчатых соцветиях.
Оранжево-красные декоративные плоды — ягоды — эффектно выглядят на фоне зелёных листьев.

## Культивирование
Земельная смесь: дерновая, торфяная, листовая, песок (2:1:1:1). Активный период роста и цветения ардизии — поздняя осень и зима. В это время растения придвигают как можно ближе к свету. В летний период, напротив, его нужно притенять от ярких солнечных лучей. Зацветает в конце сентября, в октябре. Ярко-красные ягоды появляются в декабре из расцветающих летом цветов. В условиях пониженных температур (до 10-12°) период плодоношения можно продлить до января. Зимой не выносит сквозняков.
В течение года, за исключением периода созревания плодов, опрыскивают тёплой водой. Земля должна быть постоянно влажной, зимой полив уменьшают. Размножают ардизию семенами, верхушечными черенками и воздушными отводками весной или летом или семенами ранней весной. Весной при необходимости пересаживают.
В комнатных условиях выращивают ардизию crenata (другое название - crispa, кучерявая). Имеет овальные кожистые листья, белые или розовые цветви. Летом выставляют на открытый воздух. 

## Ботаническое описание
Деревья, кустарники или полукустарники.
Листья вечнозелёные, блестящие, кожистые, цельные, очерёдные, супротивные или мутовчатые (по три в мутовке).
Цветки собраны в метёлки, зонтики, кисти; белые или розовые, чашечка пятираздельная, венчик пятираздельный, спайнолепестный, с отогнутыми долями; тычинок пять, длинные, далеко выступающие.
Плод — шаровидная, гладкая, ярко окрашенная костянка.

## Виды
Род Ардизия включает около 800 видов, некоторые из них:
- Ardisia cornudentata Mez
- Ardisia crenata Sims — Ардизия городчатая
- Ardisia crispa (Thunb.) A.DC. — Ардизия курчавая
- Ardisia elliptica Thunb. — Ардизия эллиптическая
- Ardisia escallonioides Schltdl. & Cham.
- Ardisia humilis Vahl — Ардизия приземистая
- Ardisia japonica (Thunb.) Blume — Ардизия японская
- Ardisia lindleyana D.Dietr.
- Ardisia paniculata Roxb. — Ардизия метельчатая
- Ardisia pleurobotrya Donn.Sm.
- Ardisia polycephala Wall. ex A.DC.
- Ardisia primulifolia Gardner & Champ. — Ардизия примулолистная
- Ardisia quinquegona Blume
- Ardisia solanacea (Poir.) Roxb.
- Ardisia tinifolia Sw. typus[5]
- Ardisia wallichii A.DC.